# Dasychira kaszabi
Dasychira kaszabi är en fjärilsart som beskrevs av Daniel 1969. Dasychira kaszabi ingår i släktet Dasychira och familjen tofsspinnare. Inga underarter finns listade i Catalogue of Life.